# Schmackostern
Schmackostern (in Ostdeutschland, ehemals deutschsprachigen Gebieten in Polen, Schlesien und Siebenbürgen), auch Schmagostern, Stiepen (in Pommern) und Stiepern (in Norddeutschland), ist ein ländlicher Brauch zu Ostern, der wie das Osterfest selbst einen Bezug zu alten Fruchtbarkeitskulten und Frühlingsfeiern hat. Andere Namen sind Smaganie in Polen, Šibačka in der Slowakei und Pomlázka in Tschechien.
Bei Schmackostern schlagen junge Männer junge Frauen am ersten oder zweiten Ostertag mit der Lebensrute. Der Brauch soll das Wiedererwachen der Natur nach dem Winter feiern und die Lebenskraft der Pflanzentriebe auf die Frau übertragen, um bei dieser so für Jugend, Fruchtbarkeit, Kraft und Tüchtigkeit zu sorgen.
Ähnliche Bräuche sind auch aus der römischen Antike überliefert (vgl. Faunus).

## Namensherkunft
Die Germanisten und Historiker beschreiben diesen Brauch folgendermaßen: „schmeckôstern, schmagôstern, schmigôstern. Mit einer geflochtenen Weidenpeitsche die Langschläfer am Ostermontage nach uralten Brauche hauen. – Das Wort ist eine Ableitung aus schmecken, schmacken: hauen, peitschen, und kommt außer Schlesien vor in Nordböhmen, der Oberlausitz, Oberhessen und Ostpreussen. Mit Ostern (pascha) hat die Ableitungssilbe nichts zu tun“.
In Ost- und Westpreußen heißt Schmackostern der „Schlag mit der Lebensrute“, der am Ostermontag, selten am Karsamstag oder Ostersonntag erfolgt. Das Wort wird von polnisch smigac, smagac (peitschen) oder von niederdeutsch smack = Schlag abgeleitet.
Für das Schlagen mit der Lebensrute existieren verschiedenste regionale Bezeichnungen wie z. B. fitzeln, frischschlagen, fudeln, fuen, futteln, gesundschlagen, kindeln, pißnen, schapen, schapruatn, zempern.

## Praxis

### Heutige Anwendung
In Tschechien werden rund um Ostern in vielen Geschäften Ruten (pomlázka) verkauft, die aus geflochtenen Weidenzweigen bestehen, an deren Ende mehrere bunte Bänder befestigt sind. Mit diesen wird die Geliebte teils auf offener Straße überrascht und (liebevoll) verhauen.

### Ursprüngliche Anwendung
Üblicherweise wurde das Schmackostern am 2. Ostertag praktiziert. Zur Vorbereitung hatte man lange vor Ostern in der warmen Stube lange dünne Wacholderzweige („Kaddickhusch“, beim Schmackostern) oder Birkenreiser (beim Stiepern) zum Grünen gebracht. Mit diesen Ruten zog man frühmorgens von Haus zu Haus und teilte an die einzelnen Hausgenossen leichte Streiche aus. Nach Möglichkeit schlich man sich zu den noch Schlafenden, hob die Bettdecke hoch und teilte die Hiebe auf den nackten Po. So suchten die Kinder speziell ihre Eltern heim und die jungen Männer die jungen Mädchen.
Die regional variierende Praxis des Schmackosterns geht einher mit einer gewissen Vielfalt der sogenannten „Heischesprüche“, die dazu aufgesagt wurden. Beispiele sind:
- „Ostre, schmack Ostre, gren Ostre, fif Flade, sesz Eier e Stöck Speck, denn gö öck glik weg.“
- „Schmack Ostern, Grün Ostern, fünf Eier, Stück Speck, vom Kuchen ’ne Eck, ’n Dittche för Beer, dann komm’ ick nich mehr!“
- „Schmack Ostern, Grün Ostern, fünf Eier, Stück Speck, vom Kuchen eine Ecke, eher gehen wir nicht weg!“
- „Oster, Schmackoster, Stück Kuchen, paar Eier, Stück Speck, sonst gehn wir nicht weg.“
- „Oster, Schmackoster, gib Eier und Speck, sonst gehn wir nicht weg.“
- „Oster Schmackoster ist hier! Drei Groschen zum Bier, drei Bier und ein Stück Speck, dann gehen wir weg!“
- „Eins, zwei, drei, hier kommt die Futtelei. Gibst du mir kein Osterei, schlag ich dir das Hemd entzwei!“
- „Stiep, stiep Osterei, gibst du mir kein Osterei, schlag ich dir das Hemd entzwei!“
- „Zum Schmackostern komm’ ich her, ich wünsch’ euch ‚guten Morgen‘, gebt mir die bunten Eier her, mag sein, wie sie wollen: blitzblau, donnergrün, kreideweiß; ich nehm’ sie all’ mit Dank und Fleiß.“

Indessen mussten sich die Peiniger beeilen, denn: Waren die Leute erst einmal aufgestanden, entwanden sie die Ruten und schlugen nun ihrerseits auf die Eindringlinge ein.

## Kulturelle Rezeption
Bezeichnenderweise wird der Brauch in Thomas Manns Erzählung Die Betrogene geschildert, wo die Themen Frühling und Fruchtbarkeit aber eng mit dem Tod verflochten sind.